# Hōtō
Hōtō (宝塔) (te vertalen als: 'schatpagode' of 'juweel-stoepa') is in Japan een algemene naam voor een stenen pagode, die verband houdt met de Boeddhistische godheid Tahō nyorai (多宝如来, Sanskriet: Prabhutaratna). Hōtō is een afkorting van tahōtō (多宝塔). 
Er worden nog enkele aan de hōtō verwante typen pagodes onderscheiden, zoals kunisakitō en yugitō.

## Beschrijvinghōtō
Op het Aziatische continent komt dit type pagode niet voor, maar alleen in Japan. De hōtō ontstond tijdens de vroege Heianperiode (794 – 1185), toen de Tendai en Shingonsekten voor het eerst in Japan arriveerden. Vroeger bestonden er grote hōtō, maar bijna alleen de kleinere hebben overleefd. De pagode bij Ikegami Honmon-ji in Nishi-magome, Tokyo is 17,4 meter hoog en 5,7 meter breed.
Zelden is een hōtō van hout, maar gewoonlijk zijn ze van steen en/of metaal. Het is een pagode die van boven naar beneden bestaat uit vier delen: een samengestelde sōrin (kruisbloem) op een bol, vierhoekig dak (kasa), een rond tonvormig ('schildpadvormig') lichaam (tōshin) en een laag fundament of sokkel (kiso). In tegenstelling tot de vergelijkbare tahōtō heeft het geen gesloten manchet-dak (mokoshi) rondom zijn cilindrische kern. 
Bij een hōtō Letterlijk: schat-pagode. (soms mokutō) worden vier delen onderscheiden:
| Onderdelen van een hōtō van boven naar beneden | Onderdelen van een hōtō van boven naar beneden | Onderdelen van een hōtō van boven naar beneden | Onderdelen van een hōtō van boven naar beneden                                                       |
| ---------------------------------------------- | ---------------------------------------------- | ---------------------------------------------- | --- |
| 1                                              | Sōrin                                          | (相輪)                                         | een eindknop (pinakel), zelf ook weer samengesteld                                                   |
| 2.                                             | Kasa                                           | (笠)                                           | een vierzijdig schilddak of 'paraplu'                                                                |
| 3.                                             | Tōshin                                         | (塔身)                                         | een tonvormig lichaam ('schildpadbuik'), dat een inscriptie of afbeelding van een boeddha kan dragen |
| 4.                                             | Kiso                                           | (基礎)                                         | een lage, rechthoekige funderingssteen, platform of fundament                                        |
Net als bij de gorintō worden hun afzonderlijke delen vaak ook apart gebruikt, met name de as of het centrale deel of de dakachtige afdekking. De stam wordt kesagata genoemd, wat betekent de vorm van een priestergewaad. 
| Stenen hōtō |
| --- |
| - Hōtō te Ankokuron-ji, Kamakura. - details - Kaneiji pagodes - Graf van Tokugawa Iemochi - Nanbu-herdenkingspagode (Voor links en rechts Shinzengata tōrō) - Mogelijke graf van Ashikaga Mochiuji. (Achteraan enkele muhōtō) - Monument uit de 14e eeuw voor Rigen Daishi (Hōkaku-tempel) - Een zeskantige pagode bij de Iwazoji-tempel in Koriyama - Kurama-dera |

## Kunisakitō
Kunisakitō (kunisaki-pagode) is een ronde pagode van het type hōtō met één verdieping met een piramidevormig dak. De kunisakitō is wijdverspreid in bepaalde delen van Japan, met name in de prefectuur Oita
Terwijl de hōtō geen voetstuk heeft, heeft de Kunisakitō het meest onderscheidende kenmerk doordat het een voetstuk heeft dat bestaat uit een omgekeerde krans van lotusbladen, en in sommige gevallen ook tussen de fundering als het pagodelichaam 
| Kunisaki-tō |
| ----------- |
|             |

## Yugitō
Yugitō (揄祇塔), letterlijk: juweel, ook wel gohō hatchū (五峯八柱), letterlijk vijf pieken, acht pijlers. Het is een ronde pagode met acht pilaren, met vijf sōrin op het piramidale dak (hōgyō-zukuri). Het lijkt erg op een gewone pagode (hōtō), maar het aantal sōrin verschilt: de yugitō heeft er een op elke hoek van het dak naast die op de top van het dak. 
| Yugitō, Yakuō-ji hōtō |
| --------------------- |
|                       |

Aoishitōba · 
Bantōba · 
Buttō · 
Daitō · 
Gorintō · 
Hiratōba · 
Hōkyōintō · 
Hōtō · 
Hyakumantō · 
Ishitō · 
Itabi · 
Itabō · Itatōba · 
Kaisantō · 
Kasatōba · 
Kunisakitō · 
Mokutō · 
Muhōtō · 
Pantōba · Pantapō · 
Rantō · 
Sekitō · 
Sōrintō · 
Sōtō · 
Sotōba · 
Tahōtō · 
Tajūtō · Tasōtō · 
Tō · Tōba · 
Yugitō